# Tritodynamiinae
Tritodynamiinae zijn een onderfamilie van krabben (Brachyura) uit de familie Macrophthalmidae.

## Geslachten
De Tritodynamiinae omvatten volgend geslacht:
- Tritodynamia Ortmann, 1894